# F.M. Einheit
Frank-Martin Strauß, meglio conosciuto con il nome d'arte F.M. Einheit, ed alcune volte come Mufti, (Dortmund, 18 dicembre 1958), è un musicista, percussionista e attore tedesco noto soprattutto per il suo lavoro di percussionista con gli Einstürzende Neubauten.
F.M. Einheit ha poi collaborato con band come KMFDM e Goethes Erben, ed ha registrato numerosi album con altri musicisti come Diamanda Galás, Mona Mur, Andreas Ammer, Ulrike Haage, Massimo Pupillo, oltre che come solista. È stato poi anche membro di band e progetti musicali come Palais Schaumburg, Stein e Gry.

## Discografia
- 1990 - Stein
- 1993 - Prometheus/Lear
- 1993 - Radio Inferno (con Andreas Ammer)
- 1994 - Königzucker (Stein)
- 1994 - Merry Christmas (con Caspar Brötzmann)
- 1995 - Apocalypse Live (con Andreas Ammer e Ulrike Haage)
- 1996 - Deutsche Krieger (con Andreas Ammer)
- 1996 - Sensation Death
- 1998 - Odysseus 7 (con Andreas Ammer e Ulrike Haage)
- 1998 - Goto (con Ulrike Haage Phil Minton)
- 2000 - Frost 79° 40' (con Andreas Ammer, Gry, Pan Sonic)
- 2002 - Crashing Aeroplanes (con Andreas Ammer)
- 2006 - Echohce (con Jamie Lidell, David Link, Saskia v. Klitzing e Volker Kamp)
- 2008 - The Sallie House (con Michael Esposito)
- 2009 - No Apologies (con Hans Joachim Irmler)
- 2010 - Evol/Ve (con Massimo Pupillo)
- 2011 - Spielwiese 3 (con Hans Joachim Irmler, Ute Marie Paul e Katie Young)
- 2015 - Terre Haute (con Mona Mur e En Esch)

### Con gli Stein
- 1992 - Steinzeit
- 1994 - Königzucker

### Colonne sonore
- 1984 - Decoder di Jürgen Muschalek
- 1997 - Der Platz, di Uli M Schueppel
- 1997 - Im Platz, di Uli M Schueppel
- 2008 - Der Tag, di Uli M Schueppel
- 2009 - Die Narbe, Westberlin (West), di Burkhard von Harder